# 香港渡輪

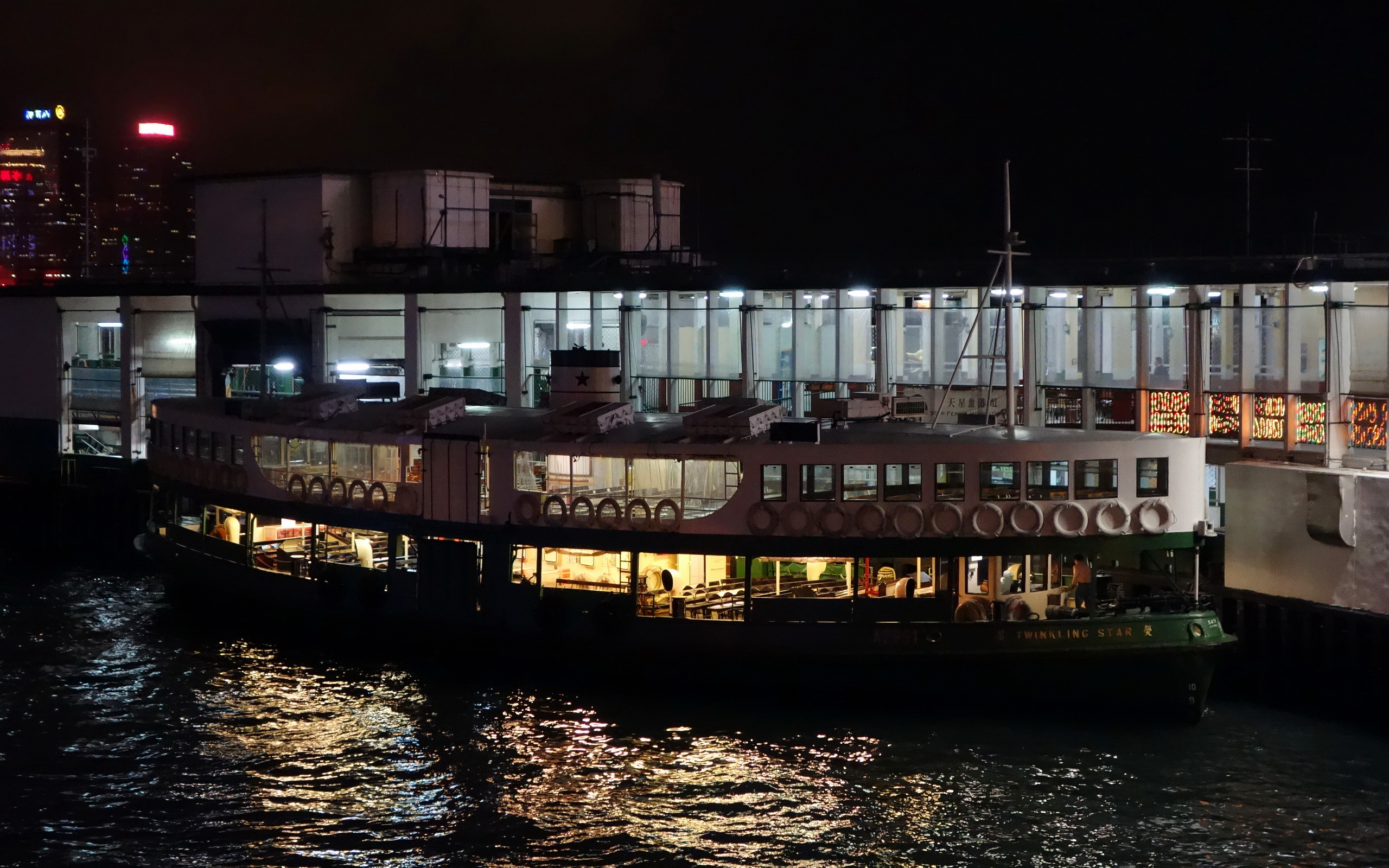
天星小輪

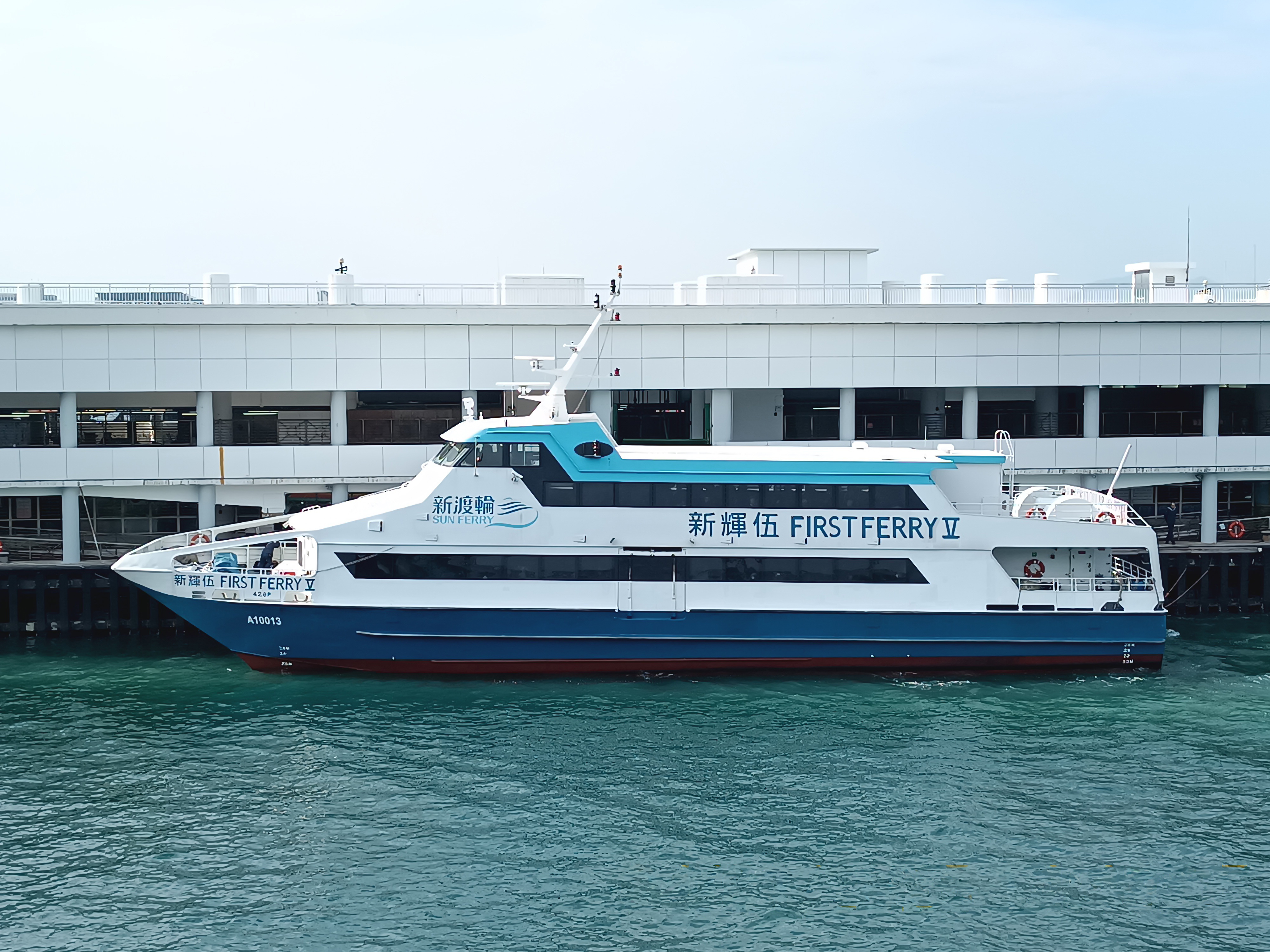
新渡輪

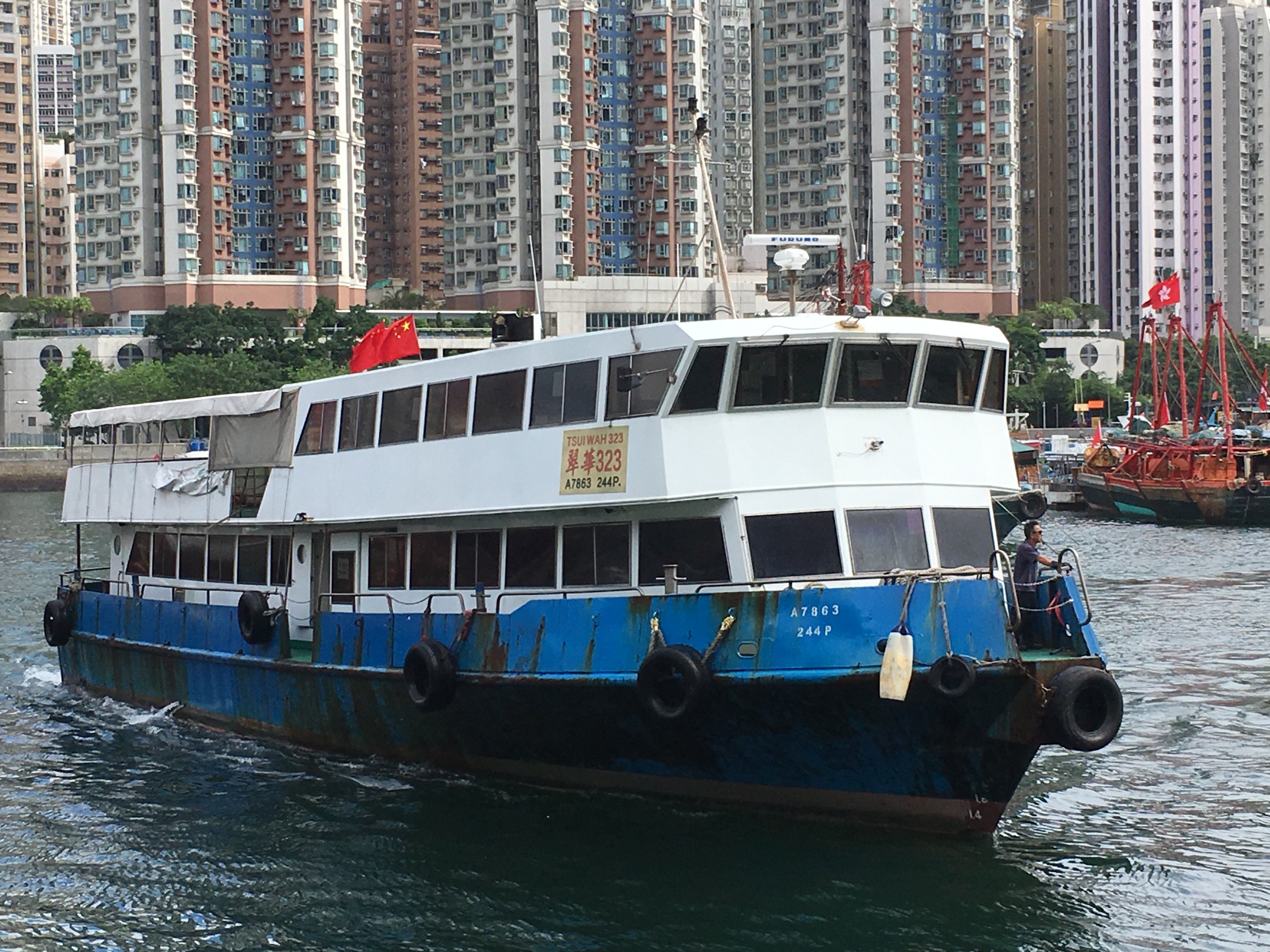
翠華船務

珊瑚海船務

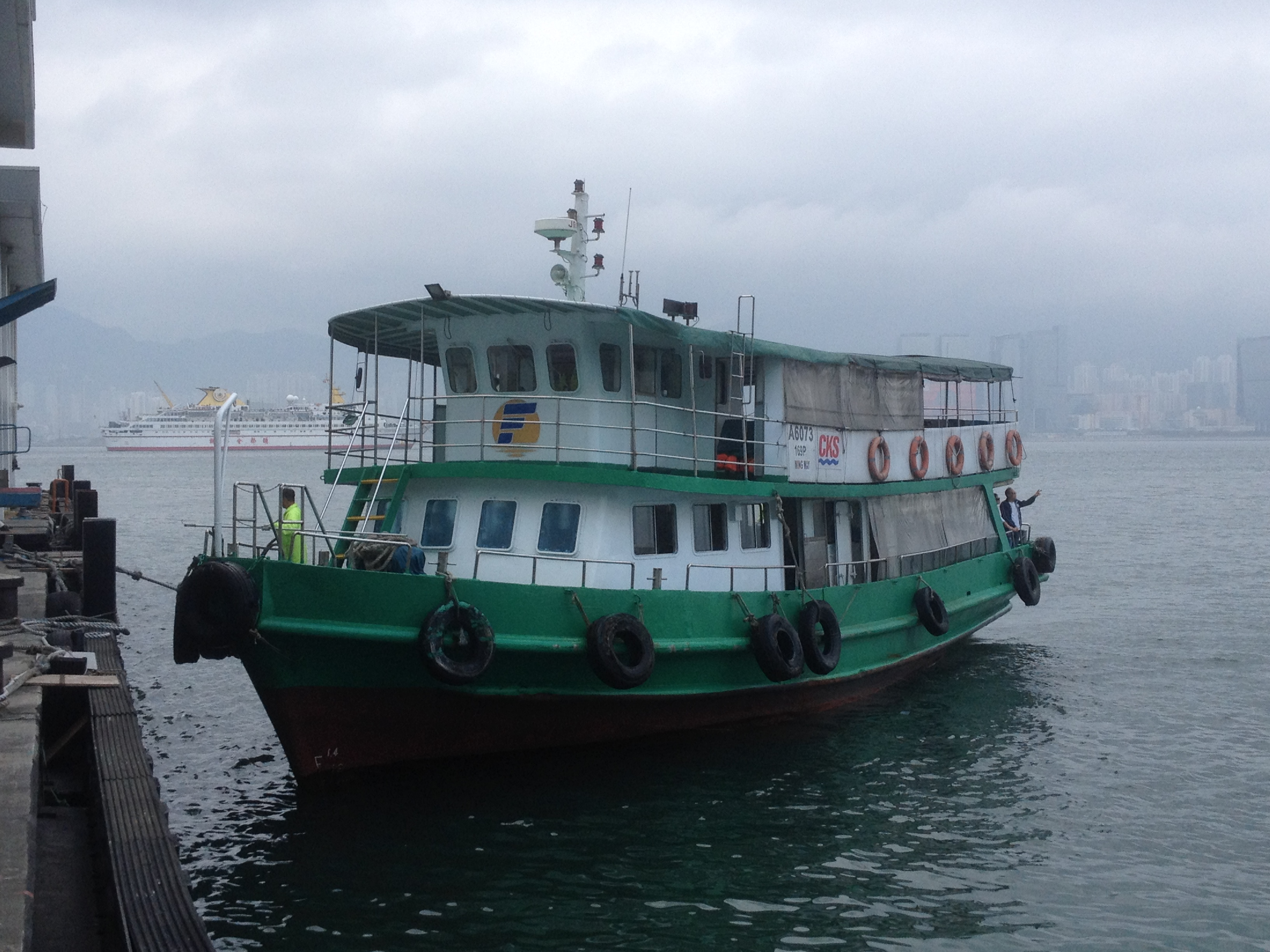
富裕小輪

香港的渡輪服務是香港交通的其中一個組成部份。渡輪服務昔日是連接被維多利亞港分隔的香港島和九龍的重要交通工具，至今維港內渡輪服務的重要性雖然大減，但渡輪仍然是來往香港市區及離島區的主要交通工具。此外，水路交通也是香港出入境的途徑之一，目的地包括澳門及中國大陸24個港口，每年使用人次達1,800萬。

## 歷史

### 港內線渡輪航線

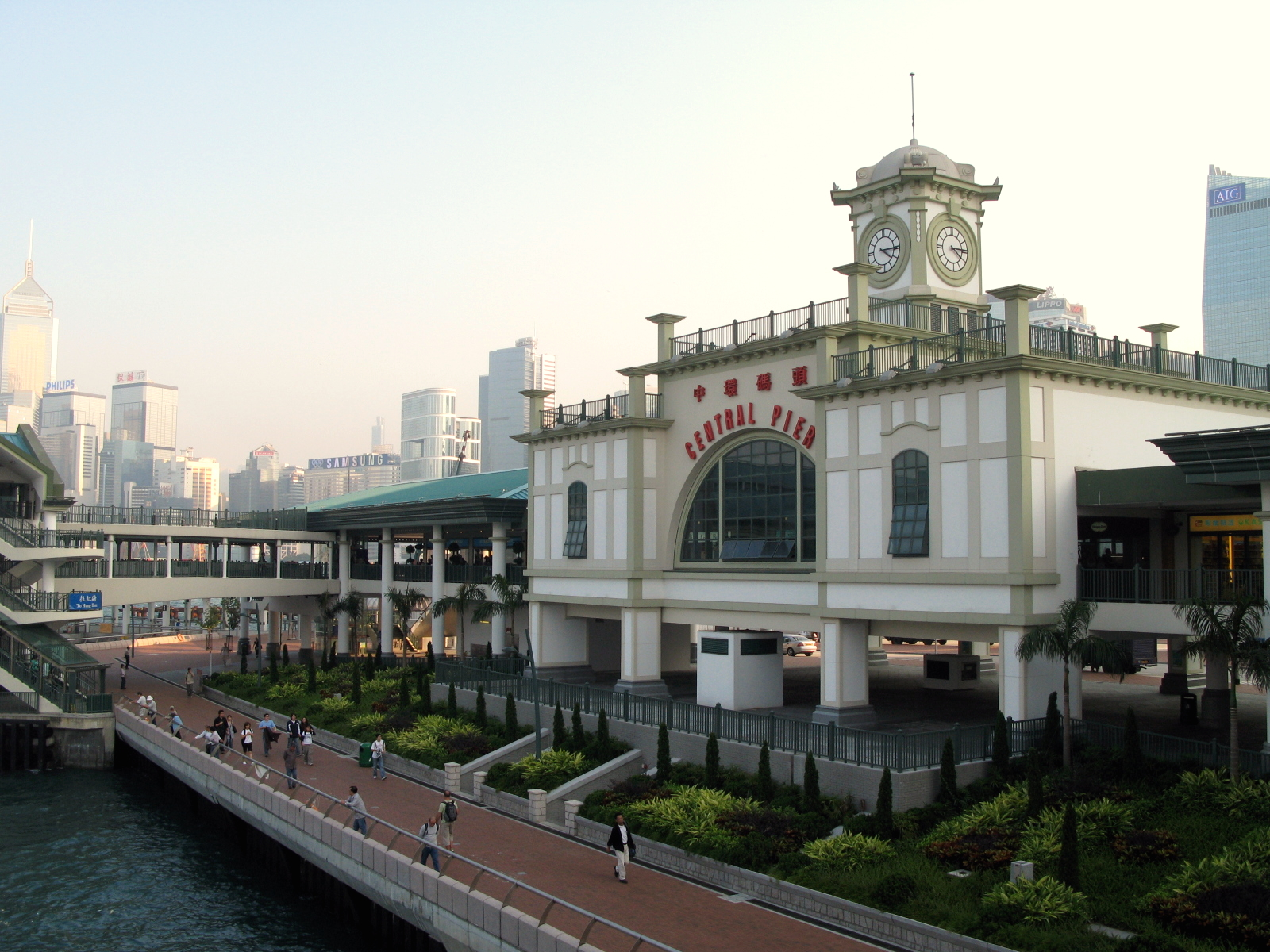
現時使用的第4代中環天星碼頭

香港渡輪業的歷史，可以追溯至19世紀末期。由於香港島與九龍之間隔着維多利亞港，兩岸往來交通需要由渡輪服務來支持。約在1888年，一位波斯拜火教教徒創辦「九龍渡海小輪公司」來往尖沙咀與中環。1898年九龍倉收購「九龍渡海小輪公司」，並改名為「天星小輪公司」。隨着九龍的發展，市民對於港九之間的渡輪需求日漸殷切，20世紀初葉，分別由16間小輪公司承辦來往由中環至油麻地，旺角及深水埗等地的航線，可是由於太多公司承辦，易生混亂，故港府在1919年起，批出專營權予「四約街坊輪船公司」，營辦港九之間的渡輪服務。
1924年1月1日「四約街坊輪船公司」專營權期限屆滿，由「香港油蔴地小輪船有限公司」接辦服務。
日軍攻佔前夕，英軍徵用多艘油麻地及天星小輪，於維多利亞鑿沉，以阻塞航道，阻止日本軍艦駛近。戰爭時期，多艘天星小輪被擊沉。油麻地小輪的荃灣碼頭亦被炸毀，航線被迫停辦。
1941年12月香港淪陷，不久之後港內渡輪服務恢復，日軍的總督部取代原有的天星小輪公司，直接管理營運，來往中環及尖沙咀的航線首先重開。次年1月油麻地小輪派代表與日治政府商討復航事宜，日方同意復航，但要求要由總督部控制營運。
1944年初，由於燃油短缺，渡輪縮減班次。當時有不少帆船來往。在6月更實施「拖拍」措施，以一艘小輪拖引另一隻小輪以增加載運量，節省燃料。
1966年4月，天星小輪因把頭等船費加價5仙，引起九龍區出現騷亂及暴動。
1967年六七暴動期間受到鬥委組織多次發動土製炸彈襲擊，油蔴地小輪及天星小輪均遇襲，佐敦道碼頭、中環天星碼頭、旺角碼頭、灣仔碼頭等都有發現真假炸彈，在汽車渡輪上亦發現爆炸品，鄰近碼頭的巴士站及道路也發現放有炸彈，除了影響渡輪服務，亦造成乘客及職員受傷。
1999年4月1日，原本由油麻地小輪營運的紅磡至灣仔航線改由天星小輪公司接辦，紅磡至中環航線也在同日起從油麻地小輪改由天星小輪公司接辦。同年油麻地小輪把專營權售予新世界第一渡輪，並於2000年1月15日改由新渡輪接辦原來由油麻地小輪的航線。
2011年4月1日起，礙於乘客量持續不足，紅磡至灣仔航線和紅磡至中環航線停辦。
2018年8月，運輸署公佈計劃於2019年起新增兩條港內渡輪航線，包括復辦紅磡至中環航線以及開辦循環線（航點包括但不限於：西九龍－中環－尖東－紅磡－啟德），邀請營運商遞交服務意向書。 
2020年3月23日，富裕小輪接辦停止服務九年的中環至紅磡航線，亦將於同年6月28日復辦。同時投得維港「水上的士」的經營權，預計於同年第四季投入服務。

## 香港渡輪經營者

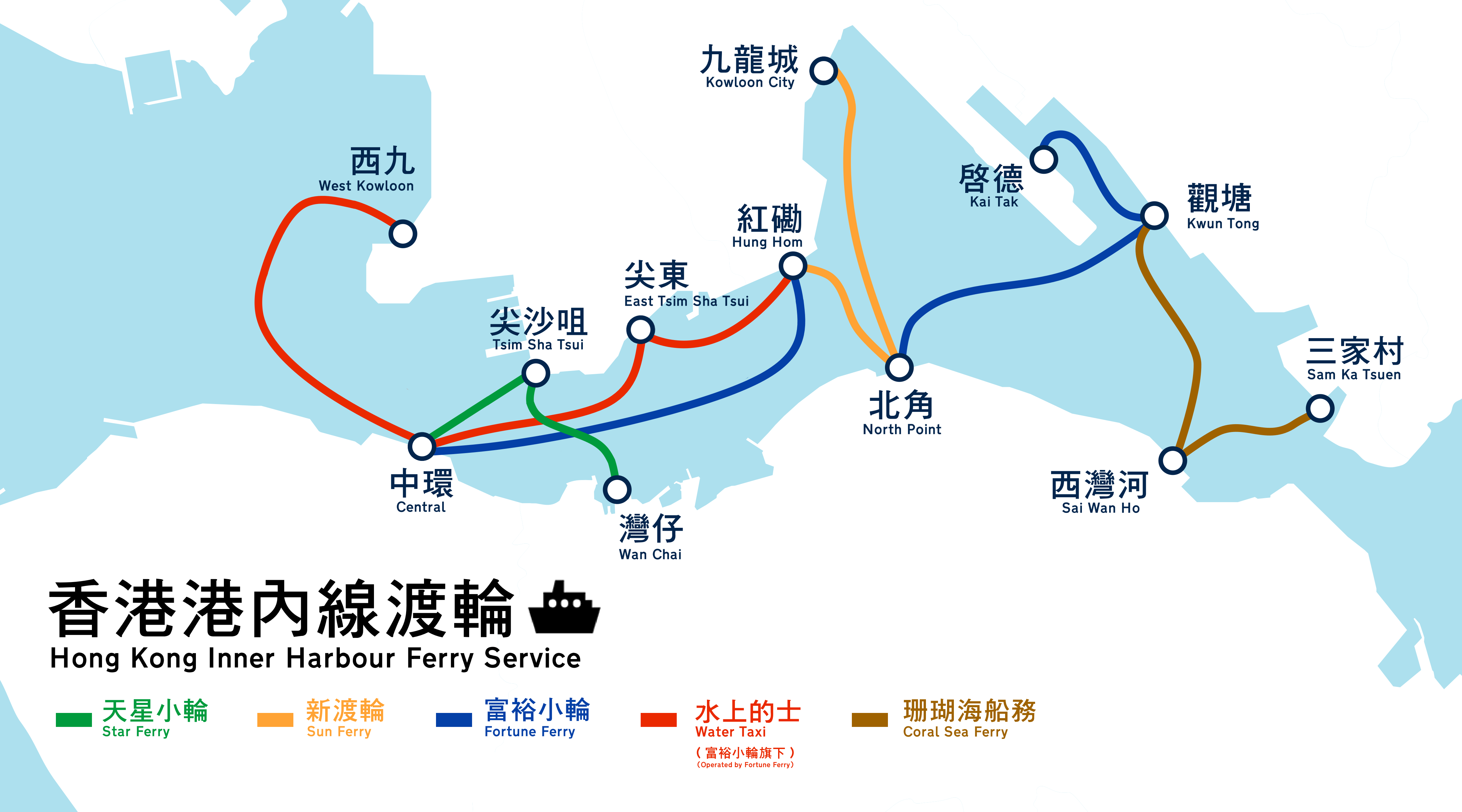
港內線渡輪地圖

### 境內航線
香港的渡輪服務，大部分由持牌渡輪營辦商經營。截至2020年1月1日，香港共有12個渡輪營辦商，合共營辦7條港內線及14條港外線（不包括過境渡輪），提供來往離島以及港內線渡輪服務。其中有兩條港內線航線由天星小輪有限公司專營。此外，當局又發牌給“街渡”，為持牌及專營渡輪未能兼顧的偏遠沿海小村落提供渡輪服務。

#### 港內線
- 天星小輪有限公司
  - 中環－尖沙咀
  - 灣仔－尖沙咀
- 新渡輪服務有限公司
  - 北角－紅磡
  - 北角－九龍城
- 富裕小輪有限公司
  - 北角－觀塘－啟德
  - 紅磡－中環
  - 水上的士
- 珊瑚海船務有限公司
  - 西灣河－三家村
  - 西灣河－觀塘

#### 港外線
- 新渡輪服務有限公司
  - 中環－長洲
  - 中環－梅窩
  - 橫水渡：坪洲－梅窩－芝麻灣－長洲
  - 北角－大廟灣（只在每年天后誕前的一天和天后誕日提供服務）
- 港九小輪
  - 中環－坪洲（特別航班來往坪洲及喜靈洲）
  - 中環－榕樹灣
  - 中環－索罟灣
- 愉景灣航運服務有限公司
  - 中環－愉景灣
- 坪洲街渡有限公司
  - 愉景灣－梅窩
- 珀麗灣客運有限公司
  - 中環－珀麗灣
  - 荃灣－珀麗灣
- 翠華船務有限公司
  - 香港仔－北角村－榕樹灣
  - 愉景灣 - 坪洲 / 聖母神樂院
- 全記渡有限公司
  - 香港仔－模達灣－索罟灣
- 富裕小輪有限公司
  - 屯門－東涌－沙螺灣－大澳

#### 設固定班次的街渡航線
- 香港仔小輪
  - 香港仔－鴨脷洲
- 翠華船務
  - 香港仔/赤柱－蒲台島
  - 黃石－灣仔（南風灣）－赤徑
  - 塔門－高流灣－黃石（部分班次繞經赤徑）
  - 馬料水－深涌－荔枝莊－塔門[8]
  - 馬料水－東平洲
  - 西貢－滘西村－糧船灣
- 碧海船務
  - 西灣河－東龍島
- 珊瑚海船務
  - 三家村－東龍島
- 華勝街渡
  - 長洲－長洲西灣
- 晨曦會
  - 西貢－伙頭墳洲
- 聲威實業
  - 馬料水－荔枝窩
  - 馬料水－吉澳－鴨洲
  - 大水坑－馬料水－大美督
  - 三門仔—大水坑－荔枝窩－吉澳－鴨洲
- 吉澳村公所
  - 沙頭角－吉澳－鴨洲

### 境外航線

#### 跨境渡輪
香港共有四個跨境渡輪碼頭，分別位於上環的港澳碼頭、尖沙咀的中港碼頭及機場的海天客運碼頭。多間公司提供來往香港至澳門及廣東省多個沿岸城市的航班服務。
- 信德中旅船務管理有限公司－噴射飛航
  - 港澳碼頭－澳門外港客運碼頭
  - 港澳碼頭－澳門氹仔客運碼頭
  - 港澳碼頭－深圳褔永碼頭（只提供包船服務）
  - 中港碼頭－澳門外港客運碼頭（已停辦）
  - 中港碼頭－澳門氹仔客運碼頭
  - 屯門碼頭－澳門外港客運碼頭（已停辦）
  - 屯門碼頭－澳門氹仔客運碼頭（已停辦）
  - 屯門碼頭－珠海九洲港碼頭（只提供屯門往珠海單向服務）（已停辦）
  - 海天客運碼頭－澳門氹仔客運碼頭
  - 深圳蛇口－海天客運碼頭（只提供深圳往香港機場單向服務）
- 金珠船務管理有限公司－金光飛航
  - 港澳碼頭－澳門外港碼頭
  - 港澳碼頭－澳門氹仔客運碼頭
  - 中港碼頭－澳門外港碼頭
  - 中港碼頭－澳門氹仔客運碼頭
  - 海天客運碼頭－澳門氹仔客運碼頭
- 珠江客運有限公司
  - 海天客運碼頭－深圳蛇口、深圳福永、東莞虎門、中山、珠海、番禺蓮花山、南沙港
  - 港澳碼頭－珠海九洲港、中山
  - 中港碼頭－珠海九洲港、中山、廣禺蓮花山、南沙港、江門、鶴山、高明、開平、斗門、順德
- 深圳迅隆船務有限公司
  - 中港碼頭、港澳碼頭－深圳蛇口

## 外部連結
- 運輸署 - 渡輪 （页面存档备份，存于）
- 運輸署 - 專營及持牌渡輪服務